# Нефёдов, Анатолий Павлович
Анатолий Павлович Нефёдов (1939—2001) — советский и российский учёный в области физики и химии низкотемпературной плазмы, один из создателей физики пылевой плазмы и плазменных кристаллов как науки, доктор технических наук, доктор физико-математических наук, профессор, заслуженный деятель науки Российской Федерации (1999).

## Биография
Родился 26 апреля 1939 года в селе Садовники Ленинского района Московской области. 
В 1957 году Нефёдов с золотой медалью окончил среднюю школу, в 1963 году — Московский энергетический институт, после чего работал в Институте высоких температур Академии наук СССР, впоследствии был учёным секретарём института, начальником отдела, Отделения физики низкотемпературной плазмы.

Могила Нефёдова на Введенском кладбище Москвы

Принимал активное участие в разработке магнитогидродинамических установок, исследовал принципы работы магнитогидродинамических генераторов, в 1971 году защитив кандидатскую диссертацию по теме «Разработка методов диагностики неоднородных потоков в каналах МГД-генераторов». Позднее Нефёдов активно изучал методы диагностики характеристик плазмы, руководил разработкой ряда диагностических приборов. В 1989 году он защитил докторскую диссертацию по теме «Основные характеристики потоков низкотемпературной плазмы в энергетических установках. Методы измерения и результаты», в 1991 году ему было присвоено звание профессора.
С 1993 года Нефёдов работал в Научно-исследовательском центре теплофизики импульсных взаимодействий Российской академии наук в качестве заместителя по научной работе директора центра, исполнительного директора. Работая в этом центре, Нефёдов активно проводил исследования плазмы, в том числе в условиях космоса. Научную деятельность совмещал с преподавательской работой, в 1998 году возглавил кафедру физики высоких плотностей энергии Московского физико-технического института. В 1999 году Нефёдову было присвоено звание заслуженного деятеля науки Российской Федерации.
Скончался 19 февраля 2001 года, похоронен на Введенском кладбище (29 уч.).